# 안데스청서
안데스청서(학명 : Sciurus pucheranii)는 다람쥐과 청서속에 속하는 설치류의 일종이다. 콜롬비아의 토착종으로 해발 2000~3300m 높이의 콜롬비아 안데스 산맥의 코르디예라 옥시덴탈 산맥과 코르디예라 중부 산맥 산악 지대 우림과 운무림에서 서식한다. 꼬리를 제외한 몸길이가 14cm에 불과한 작은 종으로 꼬리 길이도 몸길이와 비슷하다. 부드럽고 윤기가 나는 불그스레한 갈색 털을 갖고 있으며, 꼬리는 검고 배 쪽은 누르스름한 회색을 띤다. 주행성 동물로 간주되지만 연구가 많이 되지 않았고, 국제 자연 보전 연맹(IUCN)이 보전 등급을 “정보부족종”으로 분류하고 있다.

## 특징
안데스청서는 전형적인 청서의 일종으로 일반적인 특징이 북아메리카 동부회색청서와 유사하다. 그러나 꼬리를 제외한 몸길이가 겨우 약 14cm로 아주 작고, 꼬리 길이는 12~16cm이다. 몸무게에 대한 기록은 얼마 없지만 일반적으로 약 100~140g이다. 몸 대부분은 부드럽고 윤이 나는 불그스레한 갈색 털로 덮여 있으며 배 쪽은 회색빛 노란색을 띤다. 꼬리는 몸보다 짙은 색을 띠며, 일부 안데스청서는 옆구리 아래로 유별나게 짙은 줄무늬와 머리 뒷쪽으로 검은 반점도 갖고 있다. 암컷은 6개의 젖꼭지를 갖고 있다.

## 분포 및 서식지
해발 2000~300m 높이 콜롬비아 안데스 산맥의 코르디예라 옥시덴탈 산맥과 코르디예라 중부 산맥의 산악 지대 우림과 운무림에서 서식한다. 케크로피아 나무와 야자나무, 나무고사리 속에서 사는 청서의 일종이다. 주행성 동물로 간주되지만 서식지와 개체수, 서식지 조건 등에 대한 정보가 부족하기 때문에 국제 자연 보전 연맹(IUCN)이 현재 보전 등급을 “정보부족종”으로 분류하고 있다.

## 아종
3종의 아종이 알려져 있다.
- S. p. pucheranii
- S. p. caucensis
- S. p. medellinensis